# 禾谷站
禾谷站（：／ Hwagok yeok */?）是首都圈電鐵5號線沿線的一座地下車站，位於韓國首爾特別市江西區禾谷洞。

## 車站結構
站體為1面2線曲線式設計島式月台的地下車站，候車月台設有月台幕門，並有8處出口。
往雨裝山站方向的隧道裡設有留置線，供末班車停泊。

### 月台配置
| 雨裝山 ↑ |
| 下 上 \| |
| ↓ 喜鵲山 |

| 月台 | 路線             | 目的地                                       |
| ---- | ---------------- | -------------------------------------------- |
| 上行 | ●首都圈電鐵5號線 | 金浦機場、傍花方向                           |
| 下行 | ●首都圈電鐵5號線 | 汝矣島、光化門、上一洞、河南黔丹山、馬川方向 |

## 歷史
- 1996年3月20日：落成啟用。

## 車站周邊
- 江西區廳
- 江西福祉會館
- 首爾市江西陽川教育支援廳
- KC大學（朝鲜语：KC대학교）
- 新月中學
- 禾元中學
- Dunkin' Donuts
- 大圓市場
- 禾谷市場
- 禾谷郵局
- 禾谷本洞天主教堂
- 禾谷3洞治安中心

## 圖片

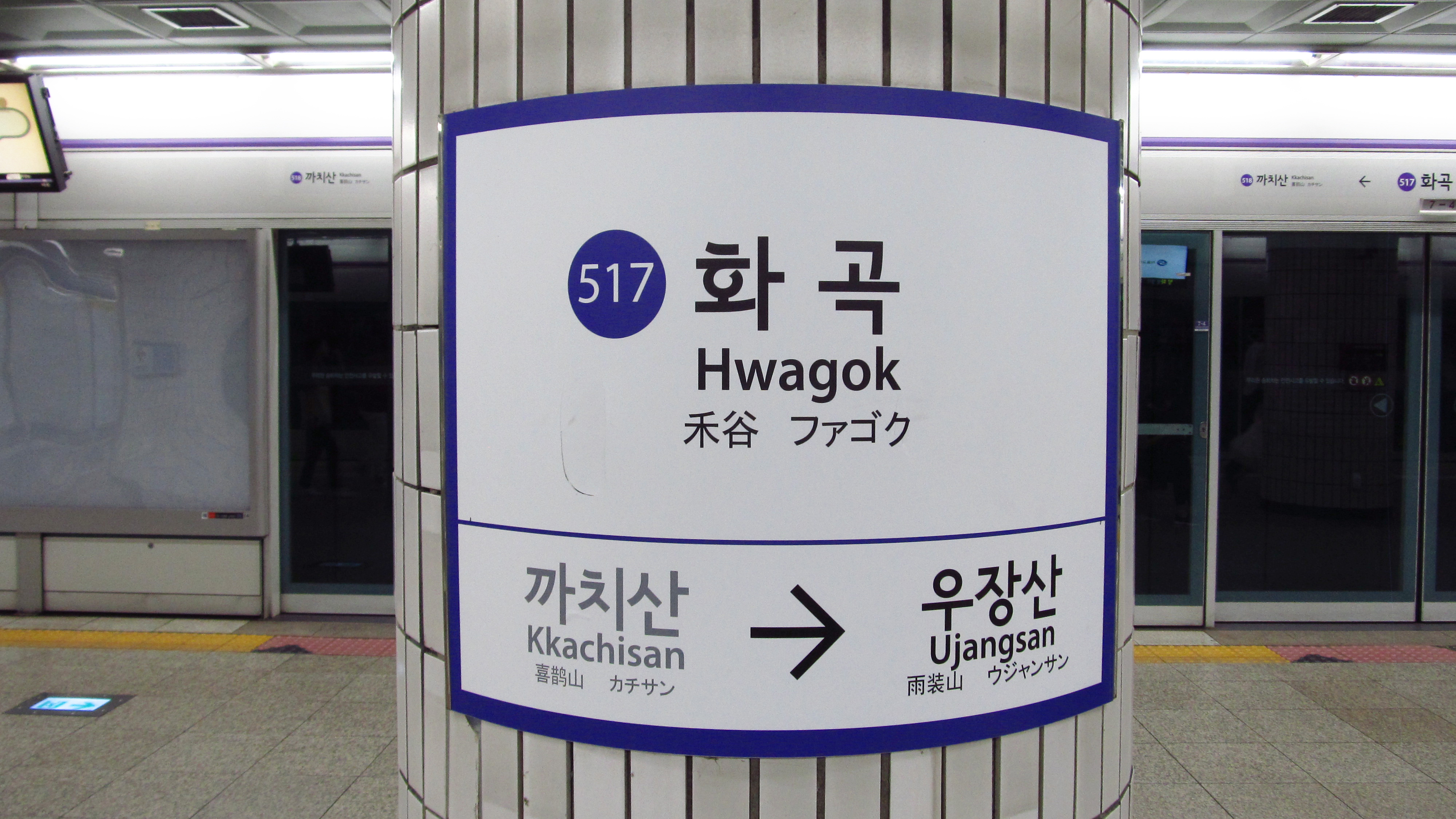
站名牌
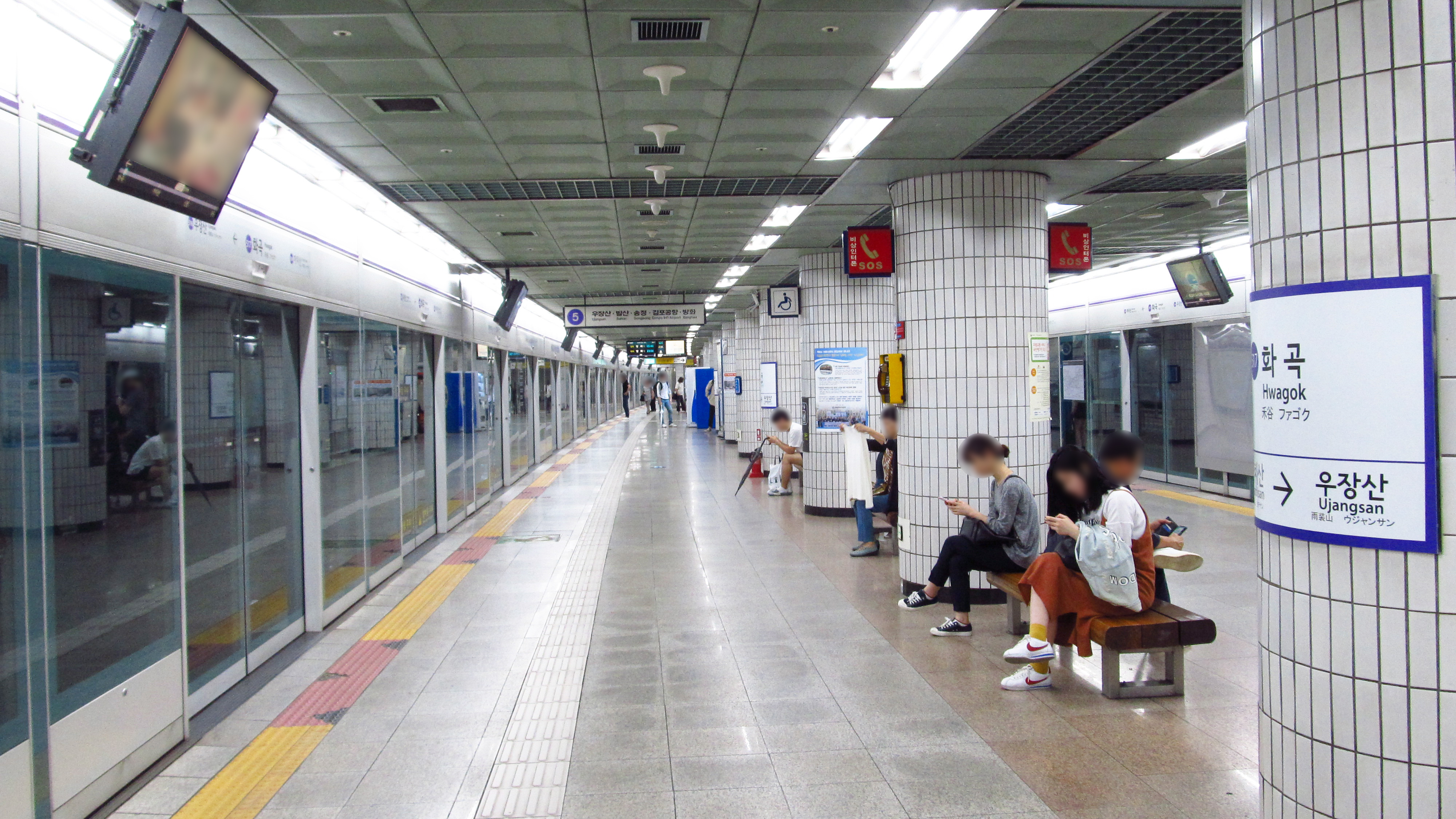
候車月台
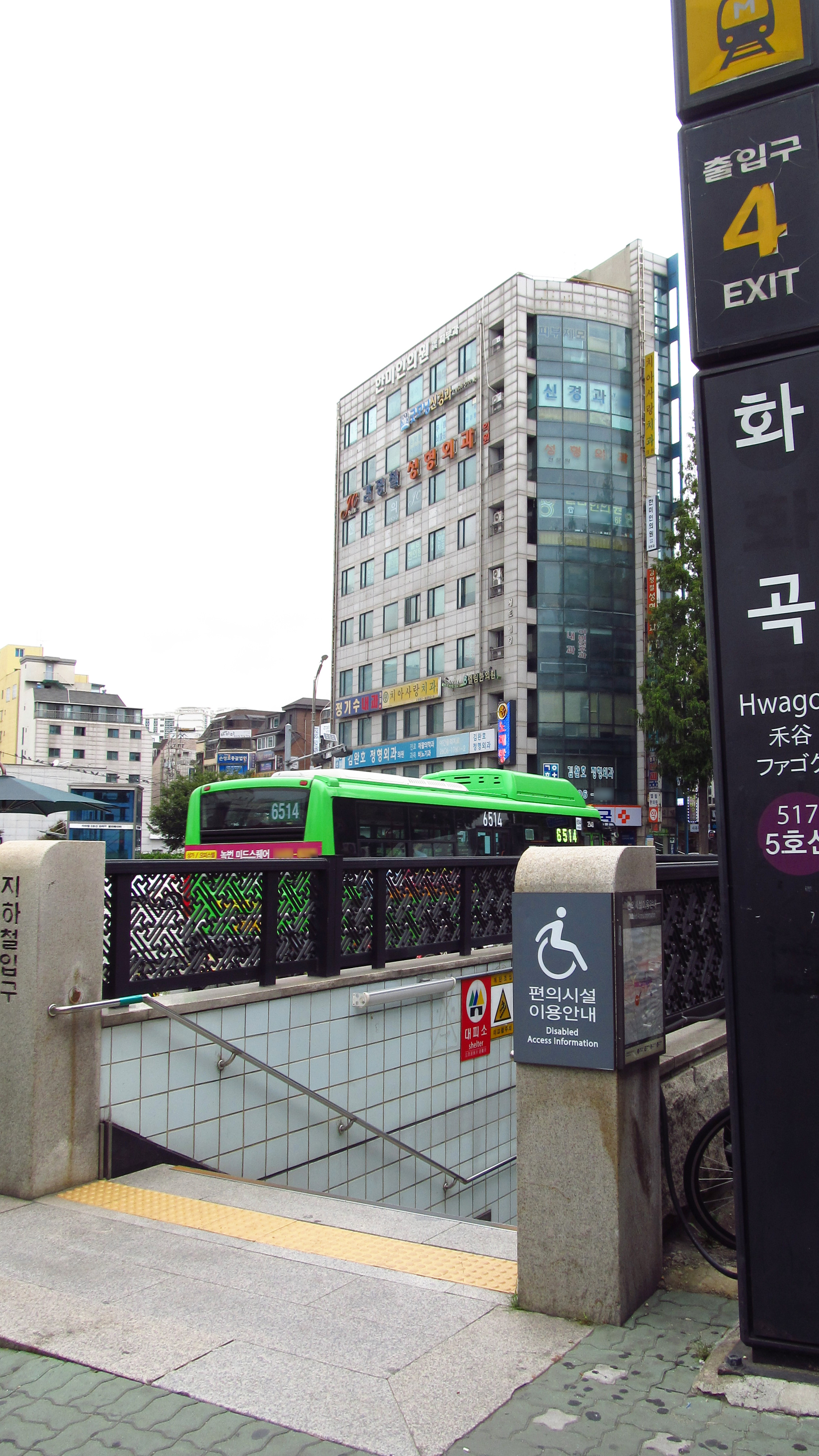
4號出口

## 相鄰車站
首爾交通公社
●首都圈電鐵5號線
雨裝山（516）－禾谷（517）－喜鵲山（518）